# Catullo Branco
Catullo Flaquer Branco (São Paulo, 30 de maio de 1900 – 28 de abril de 1987) foi um engenheiro civil e elétrico brasileiro, pioneiro no planejamento integrado de recursos hídricos e na utilização da energia eólica no país. 
Atuou como servidor público, legislador e militante político, reconhecido por suas contribuições técnicas e pelo compromisso com o desenvolvimento nacional.

## Biografia
Catullo Branco nasceu na capital paulista, 1900. Era filho de Joaquim Mateus Branco e Olympia Flaquer Branco. A infância foi marcada pela forte personalidade do pai. Também era membros da família o senador José Flaquer, médico e irmão de Olympia, defensor da elite política brasileira, e o abolicionista e defensor dos mais pobres Joaquim Branco, engenheiro.

## Formação acadêmica e carreira técnica
Formado em Engenharia Civil pela Escola Politécnica da Universidade de São Paulo (USP) em 1924, Catullo Branco ingressou em 1928 na Secretaria de Viação e Obras Públicas do Estado de São Paulo. Ao longo de sua carreira, esteve à frente de projetos significativos, como a Usina Hidrelétrica de Barra Bonita, no rio Tietê, concebida com base no modelo do Tennessee Valley Authority (TVA) dos Estados Unidos, que integrava geração de energia, controle de enchentes, irrigação, navegação fluvial e lazer.
Além disso, foi membro ativo do Instituto de Engenharia de São Paulo desde 1925.

## Contribuições políticas e sociais
Militante do Partido Comunista Brasileiro (PCB), Catullo Branco foi eleito deputado estadual em 1947, mas teve seu mandato cassado em 1948 com a ilegalização do partido pelo regime de Getúlio Vargas. Apesar disso, manteve-se engajado em causas sociais e no desenvolvimento do país.

## Inovações em energia eólica
Nos anos 1950, após viagens técnicas aos Estados Unidos e Europa, Catullo Branco se interessou pelo potencial da energia eólica. Desenvolveu estudos pioneiros sobre instalações eolianas no Brasil, publicando um livro sobre o tema e defendendo o uso do vento como fonte energética alternativa.

## Morte
Catullo Branco faleceu em 28 de abril de 1987, na capital paulista. Dois anos após a sua morte, a Hidrovia Tietê-Paraná passou a ser denominada "Hidrovia Engenheiro Catullo Branco", em homenagem ao engenheiro.

## Legado e reconhecimento
Seu trabalho deixou um vasto acervo técnico e documental, incluindo 260 mil documentos iconográficos, 2.300 arquivos audiovisuais e 1.600 metros lineares de documentos textuais. Em 1984, recebeu o título de Cidadão Emérito de Barra Bonita, reconhecimento por sua contribuição ao município e ao setor energético.

## Publicações selecionadas
- Manual do Engenheiro Globo – Volume III (coautor)
- Instalações eolianas
- Política Energética e Crise de Desenvolvimento (organizador)